# 青山友樹
青山 友樹（あおやま ゆうき、1988年10月12日 - 2018年8月21日）は、日本のドラマー、作曲家。

## 概要
東京都出身。父は青山純、兄は青山英樹。
幼い頃より父である青山純のドラムを見て育つ。中学生のときに兄である青山英樹の影響で本格的にドラムを始める。
2009年リリースのUPLIFT SPICEの『オメガリズム』を作曲。
2013年にnano.RIPEに加入してプロとして活動する。
2016年2月22日に神田神保町で兄の青山英樹との兄弟トークイベントが実施される。父からどのような影響を受けたかや、兄弟でどのように意識しあっているかなどの秘話が語られる。2016年2月27日から3月6日までは青山純と青山友樹の親子の楽器を展示するイベントが実施される。
2016年10月1日に、年内の活動をもってnano.RIPEを脱退することを公表する。このことは1人の音楽家としての人生を考えた上で、前向きに決断された。音楽を続けるにつれて挑戦したいことがどんどん増えて、脱退することは次の挑戦のためであるとしている。
2017年9月に未完成VS新世界というバンドが再結成され、このバンドのサポートメンバーになる。9月24日に再結成ライブを行う。
2018年8月21日に急性心不全で死亡。9月3日に兄の青山英樹がこのことを公表した。
2018年9月8日と9月21日にはミュージック・エアで追悼放送が行われる。そこでは兄の青山英樹による2016年2月22日に兄弟で行われた対談の模様も語られる。
2018年10月29日に表参道でお別れ会が実施された。
2019年5月3日にリリースのnano.RIPEの新曲『アイシー』は、青山友樹を思って製作された。
2019年5月よりnano.RIPEの「ゆうきのきのみ」というライブツアーが行われ、このライブツアーは青山友樹への追悼の意味も込められている。